# 瑞穂村 (東京府)
瑞穂村（みずほむら）とは、東京府南葛飾郡にかつて存在した村である。村名は水田地帯の特色に因む。現在の江戸川区の東部に位置していた。現在では合併後の「瑞江」の名が使われることが多いため、瑞穂大橋以外ほとんどその名をとどめていない。

## 沿革
- 1889年（明治22年）5月1日 - 町村制の施行に伴い、上今井村、下鎌田村、当代島村、前野村の全域と、以下の2村の各一部が合併して発足（カッコ内は残部の編入先）。
  - 下今井村（葛西村）
  - 二ノ江村（葛西村）
- 1913年（大正2年）1月1日 - 一之江村と合併して瑞江村を新設。同日瑞穂村廃止。
- 1932年（昭和7年）10月1日 - 南葛飾郡全域が東京市に編入。瑞江村の区域は江戸川区となる。

## 交通

### 鉄道
- 東京都電車（廃線）
  - 一之江線

## 現在の地名
春江町、瑞江、西瑞江、東瑞江、江戸川、二之江町、南篠崎町二丁目、三丁目（いずれも大体の範囲）